# 5 août dans les chemins de fer
5 juillet 5 septembre
Chronologies thématiques
- Croisades
- Sports
- Disney

Cette page concerne les événements qui se sont déroulés un 5 août dans les chemins de fer.

## Événements

### XIXesiècle
- 1861 France, création de la Compagnie du chemin de fer de Lyon (la Croix-Rousse) au camp de Sathonay[1].
- 1867 France, ouverture du tronçon de L'Aigle à Surdon de la ligne Paris - Granville.